# 丸子三兄弟
《丸子三兄弟》（日語：だんご3兄弟），是1999年1月日本NHK的兒童教育節目《與媽媽同樂》（おかあさんといっしょ）推出的一首探戈風格的童謠。由速水健太郎、茂森亞由美以及節目中的「向日葵兒童、丸子合唱團」合唱。
歌曲意外地引起巨大的熱潮，成為當年的銷量冠軍，總銷量突破300萬張，是日本歷代單曲銷量第4位。

## 簡介
NHK兒童教育節目《與媽媽同樂》每個月都會製作一首新歌。1999年1月推出的這首《丸子三兄弟》，作品採用較獨特輕快的探戈風格，歌詞講述一串串燒丸子的三個丸子（即「丸子三兄弟」）的故事，加上可愛的丸子動畫，馬上就在兒童群體中人氣急升。這首歌原本沒有打算發行單曲CD，但是在觀眾的強烈要求下，終於在3月3日由PONY CANYON發行100萬張單曲CD，可是發行沒多久這100萬張CD就全部賣光，在Oricon公信榜上牢牢佔據着第1位。於是唱片公司繼續發行250萬張。
《丸子三兄弟》的持續熱賣，在當時還一度被認為有可能超越1975年子門真人的童謠《游吧！鯛魚燒君》（日本歷代單曲銷量冠軍歌曲），雖然最終未能超越後者，但是《丸子三兄弟》已經十分成功地成為一個社會現象，有關「丸子三兄弟」的一系列衍生故事和產品備受追捧，全國各大串燒丸子店紛紛向NHK請求給予自家企業「丸子三兄弟」的形象代言使用權。
單曲CD在1999年銷量高達291.8萬張，大幅度拋離年榜榜單後面的歌曲，成為1999年度日本單曲銷量冠軍。是當時歷代單曲銷量第3位，直到2005年才被南方之星的《TSUNAMI》超過，現時是日本歷代單曲銷量第4位。《丸子三兄弟》的總銷量已經超過300萬張，獲得日本唱片業協會的「3 Million」銷量認證。
獲得第41回日本唱片大賞、Golden Arrow賞、日本金唱片大賞等多項榮譽。速水健太郎和茂森亞由美也被邀請上第50回NHK紅白歌合戰上演唱《丸子三兄弟》。

## 收錄曲目
1. 丸子三兄弟 (Full Version)
2. 丸子三兄弟 (Original Karaoke)

- 作詞：佐藤雅彥、内野真澄（#1）
- 作曲：内野真澄、堀江由朗（#1、2）
- 編曲：堀江由朗